# Tramway d’Usine à Plâtres de Champblanc
| Feldbahn von Champblanc | Feldbahn von Champblanc |
| ----------------------- | ----------------------- |
| Feldbahn-Betrieb        |                         |
| Streckenlänge:          | 8,25 km                 |
| Spurweite:              | 800 mm (Schmalspur)     |
|                         |                         |

Die Tramway d’Usine à Plâtres de Champblanc war eine Schmalspurbahn mit der Spurweite von 800 mm bei Cherves-Richemont im Département Charente in der Region Nouvelle-Aquitaine in Frankreich.

## Geschichte
Die Gewinnung von Gips und die Herstellung von Gipsprodukten ist ein wichtiger Industriezweig in der Gemeinde Cherves-Richemont, nördlich von Cognac. Die Firma Daunizeau Fils (später Garandeau Frères) nahm 1878 den Betrieb in Champblanc auf. Die Groupe Garandeau produziert noch immer Baumaterialien auf dem Gelände. Auch Placoplatre (eine Tochterfirma von Saint-Gobain) hat dort eine große Produktionsstätte.
Die sogenannte Tramway mit der ungewöhnlichen Spurweite von 800 mm verband den Steinbruch und die Fabrik mit dem etwa acht Kilometer entfernten Gare de l’État in Cognac. Sie überwand einen Höhenunterschied von etwa 44 m.
Anfänglich zogen Pferde die Loren, bis Decauville 1903 die erste Dampflokomotive (Bt, Nr. 363/1903) lieferte. Im Jahr 1904 lieferte Corpet-Louvet eine weitere Dampflokomotiven (Bt, Werks-Nr. 1015). Dieser folgte 1905 eine größere 0-6-0T (Werks-Nr. 1062). Schließlich lieferte Corpet-Louvet 1907 eine zweite 0-4-0T (Werks-Nr. 1167). Zwei deutsche Dampflokomotiven wurden wohl während des Ersten Weltkriegs nach Frankreich geliefert und in der Nachkriegszeit auf der Feldbahn genutzt.
Die Bahn wurde 1944 durch Bombardierung beschädigt und nach dem Krieg nicht wieder in Betrieb genommen.

## Lokomotiven
- Decauville (Bt, Nr. 363/1903)
- Corpet-Louvet (Bt, Werks-Nr. 1015/1904)
- Corpet-Louvet (Ct, Nr. 1062/1905)
- Corpet-Louvet (Bt, Nr. 1167/1907 mit indirekter Brown-Steuerung, bei der die Zylinder oberhalb der Bodenplatte installiert waren)
- Hanomag (Nr. 7297/1914)
- Maschinenbau-Gesellschaft Heilbronn (Nr. 618/1917, von 600 mm auf 800 mm umgespurt)